# Люди, пов'язані з Черкасами

## Народились в Черкасах
- 1710 → Білоградський Тимофій — український композитор, лютніст й кобзар-бандурист.
- 1868 → Замирайло Віктор Дмитрович — український графік, театральний художник.
- 1876 → Іванов Петро Костянтинович — російський мислитель та, письменник, релігійний діяч.
- 1884 → Неровецький Олександр Інокентійович — радянський вчений-будівник, член академії архітектури СРСР.
- 1885 → Трикулевська-Дубровська Ніна Георгіївна (Гордій Юрич) — прозаїк, перекладач, музичний та літературний критик.
- 1886 → Слюсаренко Федір Павлович — класичний філолог, історик, педагог.
- 1889 → Полонський Йосип Матвійович — радянський партійний і профспілковий діяч.
- 1890 → Кушнір Макар Олександрович — український політичний діяч та журналіст.
- 1891 → Шраменко Микола — полковник Армії УНР.
- 1892 → Цимбалюк Михайло Пилипович — підполковник Армії УНР.
- 1893 → Силенко-Кравець Порфирій Андрійович — підполковник Армії УНР.
- 1895 → Май-Дніпрович Дмитро Артемович (1895—1930) — український поет.
- 1899 → Атамановський Петро Юхимович — Герой Радянського Союзу, командир кулеметного розрахунку, старший сержант
- 1900 → Королевич Олександр Дмитрович (Лесь Гомін) — письменник доби Розстріляного відродження.
- 1900 → Вейцківський Іван Іванович — радянський історик, дослідник історії античного світу, доктор історичних наук, професор.
- 1902 → Кириченко Іван Федорович — Герой Радянського Союзу, командир танкового корпусу, генерал-лейтенант танкових військ.
- 1903 → Український Яків Григорович — радянський конструктор та стратонавт.
- 1904 → Маслюков Олексій Семенович — український кінорежисер, Заслужений діяч мистецтв України.
- 1911 → Кульбашний Сидір Захарович — Герой Радянського Союзу, командир кулеметного розрахунку, старший сержант.
- 1915 → Куперштейн Ізраїль Григорович — Герой Радянського Союзу, командир танка гвардії лейтенант.
- 1919 → Рувинський Веніамін Абрамович — Герой Радянського Союзу, командир саперного батальйону, капітан.
- 1920 → Воіншин Юхим Андрійович — Герой Радянського Союзу, командир гармати, старший сержант.
- 1920 → Грузиненко Андрій Лук'янович — учасник бойових дій в роки Другої Світової війни, кавалер Ордена Слави.
- 1920 → Шевченко Федір Данилович — український науковець, доктор хімічних наук, професор.
- 1922 → Лобанова Лілія Данилівна — українська співачка, народна артистка України, педагог, доцент.
- 1924 → Якубовський Ізраїль Семенович — Герой Радянського Союзу, командир взводу, гвардії молодший лейтенант.
- 1925 → Хижняк Володимир Матвійович — український прозаїк та перекладач.
- 1925 → Гукович Валерія Олександрівна — українська лікарка-оториноларинголог, ЛОР-хірург, доктор медичних наук.
- 1929 → Боковня Григорій Сидорович — український різьбяр, заслужений майстер народної творчості УРСР.
- 1930 → Ржимовська Лариса Костянтинівна — український музикознавець, заслужений діяч мистецтв України.
- 1930 → Топачевський Вадим Олександрович — український зоолог та палеонтолог, професор, академік НАН України.
- 1930 → Черепін Валентин Тихонович — український фізик.
- 1936 → Іллєнко Юрій Герасимович — український політик, кінооператор, сценарист та кінорежисер.
- 1938 → Банніков Юрій Олександрович — український державний і господарський діяч.
- 1941 → Малижев Вадим Олексійович — український науковець-імунолог, педагог, доктор медичних наук.
- 1953 → Хандогій Володимир Дмитрович — український дипломат, посол України у Великій Британії.
- 1956 → Непийвода Наталія Федорівна — український мовознавець, доктор філологічних наук, професор.
- 1956 → Сирота Михайло Дмитрович — депутат ВР України 2-го, 3-го та 6-го скликань, кандидат технічних наук, доцент
- 1956 → Шумська Людмила Юріївна — український хоровий диригент, педагог.
- 1957 → Червонописький Сергій Васильович — український політолог, голова Української спілки ветеранів Афганістану.
- 1965 → Григораш Валерій Григорович — український дипломат.
- 1968 → Бадрак Валентин Володимирович — український журналіст, публіцист, письменник.
- 1970 → Галкін Олексій Вікторович — Герой Росії, учасник Другої чеченської війни, командир розвідгрупи, майор.
- 1971 → Вахній Олександр Віталійович (Олесь Вахній) — український журналіст, письменник, публіцист.
- 1971 → Геращенко Ірина Володимирівна — депутат ВР України 6-го скликання, президент агентства УНІАН.
- 1972 — Волик Андрій Миколайович — поліграфолог, кандидат економічних наук. Експерт і організатор у сфері поліграфології.
- 1973 → Заболотна Наталія Пилипівна — генеральний директор культурно-мистецького комплексу «Мистецький арсенал».
- 1977 → Зоря Іван Володимирович (Євстратій) — єпископ Васильківський УПЦ КП, голова Інформаційного управління.
- 1979 → Хливнюк Андрій Володимирович — український музикант та співак, вокаліст гурту «Бумбокс».
- 1980 → Карпа Ірена Ігорівна (Ірена Карпа) — українська письменниця, співачка, журналістка.
- 1980 → Стаднюк Олександра Олександрівна — українська спортсменка в стрибках в довжину та потрійному стрибку.
- 1982 → Юрін Олексій Євгенович — український поет, перекладач.
- 1985 → Дейнеко Євген Анатолійович — український футболіст, гравець криворізькому «Кривбасу».
- 1985 → Лісовий Максим Олексійович — український футболіст, гравець білоруського «Гомеля».
- 1985 → Чередник Артем Олександрович (Артем Чех) — український письменник.
- 1990 → Коркішко Дмитро Юрійович — український футболіст, гравець київського «Динамо-2».
- 1990 → Лисоконь Михайло Валентинович — український футболіст, гравець черкаського «Славутича».
- 1990 → Лобов Олександр Олексійович — український футболіст, гравець черкаського «Славутича».
- 1991 → Кошелюк Дмитро Володимирович — український футболіст, гравець черкаського «Славутича».
- 1991 → Лисенко Ігор Олександрович — український футболіст, гравець черкаського «Славутича».
- 1990 → Танчик Володимир Романович — український футболіст, гравець севастопольського «Севастополя».

## Герої Радянського Союзу, пов'язані з Черкасами
- Атамановський Петро Юхимович — командир кулеметного розрахунку, старший сержант.
- Ватутін Микола Федорович — генерал армії.
- Вернигора Петро Леонтійович — командир батареї самохідного артилерійського полку, лейтенант.
- Волков Владислав Миколайович — льотчик-космонавт.
- Ворошилов Климент Єфремович — радянський політичний діяч.
- Гагарін Юрій Олексійович — льотчик-космонавт.
- Гризодубова Валентина Степанівна — командир транспортного авіаполку, гвардійського бомбардувального авіаполку.
- Громов Михайло Михайлович — генерал-полковник авіації.
- Жужома Микола Іванович — командир взводу винищувального протитанкового дивізіону стрілецької дивізії, старший сержант.
- Лук'янов Олексій Власович — командир бригади.
- Луценко Онуфрій Максимович — командир стрілецького полку стрілецької дивізії.
- Молотков Володимир Михайлович — командир взводу управління артилерійської батареї артилерійського полку стрілецької дивізії.
- Пилипенко Михайло Васильович — командир батальйону стрілецького полку стрілецької дивізії.
- Путейко Михайло Костянтинович — генерал-майор, командир стрілецької дивізії.

## Інші
- Авдєєв Сергій Григорович — український артист музичної комедії, співак (баритон), Заслужений артист України.
- Бабак Микола Пантелеймонович — український художник, письменник, колекціонер, видавець, лауреат Національної премії України імені Тараса Шевченка, Народний художник України.
- Баштан Сергій Васильович — бандурист, педагог, самодіяльний композитор.
- Бондаренко Володимир Дмитрович — український політик.
- Бучма Амвросій Максиміліанович — видатний український актор і режисер.
- Бялик Микола Іванович — голова правління ВАТ «Радсад»; депутат Миколаївської облради
- Вайнер Лазар Самуїлович — американський композитор єврейського походження, автор музики пісень на їдиш та юдейської літургійної музики.
- Варченко Василь — кобзар.
- Василина Петро Кирилович — голова Чорнобаївського комнезаму, директор Кам'янської МТС і голова Кам'янського райвиконкому.
- Вахній Олесь — український журналіст, письменник, публіцист, скандально відомий політик та громадський діяч праворадикального спрямування. Вважається одним із лідерів українських скінхедів.
- Вейцківський Іван Іванович — український історик, доктор історичних наук, професор.
- Вербовецький Степан Петрович — учасник боротьби за становлення Радянської влади в місті Черкаси, робітник цукроворафінадного заводу.
- Вишневецький Дмитро — шляхтич волинський, магнат, князь роду Корибутовичів з династії Гедиміновичів. Власник маєтків у містечку Вишнівець Кременецького повіту. Збудований ним замок на острові Мала Хортиця вважається прототипом Запорозької Січі.
- Вишневецький Михайло — руський князь, шляхтич волинський, каштелян Брацлавський, каштелян і воєвода Київський, староста Черкаський, Канівський, Любецький та Лойовський. Старший Війська Запорозького реєстрового
- Водяний Яків Михайлович — Український політичний, військовий і громадський діяч, драматург, підприємець; командир бойової дружини партії есерів, смілянський полковник Вільного козацтва (з жовтня 1917), повстанський отаман
- Волков Владислав Миколайович — космонавт, Герой Радянського Союзу, який у 1971 році загинув на космічному кораблі «Союз-11» разом з космонавтами В. І. Пацаєвим та Г. Т. Добровольським.
- Габер Микола Олександрович — український політик, кандидат біологічних наук, автор 60 наукових праць.
- Гайдук Іван Михайлович —  український живописець.
- Галкін Олексій Вікторович — Герой Росії.
- Геращенко Ірина Володимирівна — ВР України, член фракції Блоку «Наша Україна — Народна самооборона», член Комітету з питань європейської інтеграції, голова підкомітету з питань інформаційного забезпечення інтеграційних процесів; Інформаційне агентство УНІАН, президент.
- Гомін Лесь — автор збірки оповідань «Контрольні цифри», п'єси «Маски».
- Грицай Олександр Анатолійович — український футболіст, півзахисник клубу «Арсенал» (Київ). З 2009 року орендований у «Дніпра».
- Грузиненко Андрій Лук'янович — учасник бойових дій в роки Другої Світової війни, нагороджений Орденом Слави трьох ступенів.
- Гусак Андрій Михайлович — український фізик-теоретик, доктор фізико-математичних наук, професор кафедри фізики Черкаського національного університету імені Богдана Хмельницького, заслужений діяч науки і техніки України.
- Даниленко Анатолій Степанович — доктор економічних наук. Державний комітет України з земельних ресурсів, Голова (08.09.1999-18.08.2005); професор, завідувач кафедри управління земельними ресурсами Національного аграрного університету; член Політради НП.
- Добровольський Георгій Тимофійович — радянський космонавт, командир корабля «Союз-11», Герой Радянського Союзу
- Євстратій (Зоря) — єпископ Васильківський УПЦ КП
- Євтухов Василь Іванович — український науковець, кандидат технічних наук, доктор філософії; депутат ВР України, голова підкомітету з питань антимонопольної політики, економічної конкуренції та підприємництва Комітету з питань економічної політики (з липня 2006 року), член фракції Партії регіонів (з травня 2006 року); почесний президент УСПП; голова консультативної ради «Української правничої колегії»
- Єресько Ігор Геннадійович — кандидат економічних наук, доцент; ВР України, член фракції «Блок Юлії Тимошенко» , заступник голови Комітету з питань економічної політики; голова Черкаської обласної організації ВО «Батьківщина»
- Жарко Федір Аврамович — Заслужений артист України.
- Заболотна Наталія Пилипівна — директор Українського дому, керівник проектів «АРТ-Київ», «ART-Ukraine», «Великий Скульптурний Салон», «Великий Антикварний Салон».
- Замковенко Микола Іванович — член Комітету з питань правосуддя ВР України, член фракції «Блоку Юлії Тимошенко».
- Зубов Валентин Сергійович — доктор соціологічних наук, професор; ВР України, член фракції «Блок Юлії Тимошенко», заступник голови Комітету з питань національної безпеки і оборони; член Президії ВО «Батьківщина».
- Іванов Петро Костянтинович — мислитель, релігійний діяч.
- Іллєнко Юрій Герасимович — український кінооператор («Тіні забутих предків»), кінорежисер («Криниця для спраглих», «Вечір напередодні Івана Купала», «Білий птах з чорною ознакою»), сценарист («Мріяти і жити», «Лісової пісні» та інші)
- Ільїн Феофан Несторович — командир (1918-1919 роки) інтернаціонального батальйону імені Спартака, який визволив місто Черкаси від австро-німецьких військ та придушив григор'євське повстання.
- Іщенко Юрій Петрович — Заслужений художник України.
- Калінін Михайло Іванович — політичний діяч комуністичної партії СРСР, голова ЦВК СРСР.
- Кальченко Галина Никифорівна — український скульптор. Заслужений діяч мистецтв УРСР, народний художник УРСР. Донька Никифора Кальченка.
- Карпа Ірена — українська письменниця, співачка, журналістка.
- Кібенко Володимир Миколайович — один з перших ліквідаторів аварії на Чорнобильській АЕС 1986 року. Свого часу (1984) закінчив Черкаське вище пожежно-технічне училище.
- Колесніченко Вадим Васильович — український політик, член фракції Партії регіонів у ВР України, член Комітету з питань правосуддя.
- Коркішко Дмитро Юрійович — український футболіст, нападник київського «Арсеналу» та юнацької збірної України U-19.
- Котовський Григорій Іванович — радянський військовий і політичний діяч, командир більшовицьких загонів під час громадянської війни в Росії (1918-1920).
- Красін Леонід Борисович — радянський державний та політичний діяч, дипломат.
- Кузьменко Петро Павлович — український політик, член ВО «Батьківщина»; ВР України, член фракції «Блок Юлії Тимошенко» (з 11.2007), заступник голови Комітету з питань промислової і регуляторної політики та підприємництва (з 12.2007)
- Лазарєв Федір Федорович — командир танка 378-го танкового батальйону 173-ї танкової бригади 52-ї армії Другого Українського фронту, учасник визволення міста Черкаси від німецьких окупантів під час Другої світової війни
- Лобанова Лілія Данилівна — українська співачка (лірико-драматичне сопрано), народна артистка України, педагог, доцент Київської консерваторії.
- Лук'янов Олексій Власович — учасник визволення міста Черкаси 1943 року, командир бригади 1-го Білоруського фронту.
- Лучицька Марія Вікторівна — українська перекладачка, видавець, громадська діячка. Дружина історика Івана Лучицького, мати геолога Володимира Лучицького, бабуся геолога Ігоря Лучицького, прабабуся історика Світлани Лучицької.
- Марков Руслан Валерійович (1974—2023) — солдат Збройних сил України, учасник російсько-української війни.
- Матвієнко Валентина Іванівна — губернатор Санкт-Петербурга, випускниця Черкаського фармацевтичного училища.
- Мезенцев Костянтин Володимирович — український економіко-географ, доктор географічних наук, професор Київського національного університету імені Тараса Шевченка
- Неживий Семен — один з керівників національно-визвольного повстання проти польського панування у Правобережній Україні у 1768 році, Коліївщини.
- Нарбут Данило Георгійович — заслужений художник України, головний художник Черкаського обласного музично-драматичного театру ім. Т. Шевченка.
- Неровецький Олександр Інокентійович — радянський науковець, віцепрезидент Академії архітектури Української РСР
- Олійник Володимир Миколайович — ВР України, заступник голови Комітету з питань промислової і регуляторної політики та підприємництва, член фракції «Блоку Юлії Тимошенко».
- Павлюк Павло Михнович — гетьман нереєстрового запорізького козацтва, керівник селянсько-козацького повстання в Україні
- Панчук — митрополит Луцький і Волинський.
- Пасько Сергій Олексійович — народний депутат України (2 скликання) від Звенигородського виборчого округу № 425, дипломат — Надзвичайний і Повноважний Посол України в ОАЕ (2007-09), Королівстві Бахрейн (2008-09), Державі Катар (2008-09) (за сумісництвом); Йорданському Хашимітському Королівстві (з 2010-). У 1979—1994 роках працював лікарем анестезіологом- реаніматологом в Черкаській міській лікарні № 3, кандидат медичних наук, доцент, Заслужений лікар України
- Поречкіна Лідія Степанівна — кандидат економічних наук; радник Президента України, голова СелПУ з 2007 року.
- Проскурня Сергій Владиславович — режисер, продюсер, радник Міністра культури і туризму України, член Національної ради з питань культури при Президентові України, лауреат премії Національної спілки театральних діячів України «Експеримент».
- Прошкуратова Тамара Сергіївна — член СДПУ(О); керівник науково-творчої лабораторії «Пошук»; член Політбюра СДПУ(О); член Політради СДПУ(О).
- Самійленко Поліна Микитівна — акторка героїчного плану родом з м. Василькова на Київщині. Перша дружина Амвросія Бучми.
- Сирота Михайло Дмитрович — український політик, Голова Трудової партії України, народний депутат України 2-го, 3-го та 6-го скликань, один з авторів Конституції України. Кандидат технічних наук, доцент.
- Слюсаренко Федір Павлович — класичний філолог, історик і педагог родом з Черкас.
- Софроній (Дмитрук) — митрополит Черкаський і Канівський Української православної церкви (Московського патріархату)
- Терещук Сергій Миколайович — народний депутат України, лікар-кардіолог.
- Ткаченко Олександр Миколайович — кандидат економічних наук, член КПУ; член фракції КПУ у ВР України, голова Комітету з питань економічної політики; член Президії ЦК КПУ; почесний президент Тендерної палати України.
- Топачевський Вадим Олександрович — український зоолог та палеонтолог.
- Хандогій Володимир Дмитрович — український дипломат. Виконував обов'язки Міністра закордонних справ України з березня по жовтень 2009 року. Перший заступник Міністра закордонних справ України.
- Хижняк Володимир Матвійович — прозаїк і перекладач з Черкас.
- Хименко Андрій Іванович — письменник, член Національної спілки письменників України.
- Хмельницький Василь Іванович — підприємець і політик.
- Хорхот Олександр Якович — архітектор; закінчив Київський інженерно-будівельний інститут. Професор, викладач.
- Червонописький Сергій Васильович — генерал-майор. Доктор політології.
- Черноусов Іван Якович (Чорний Ворон) — військовий діяч часів УНР, повстанський Отаман Звенигородщини і Холодного Яру, командир Лебединського полку Холодноярської республіки.
- Чех Артем — сучасний український письменник.
- Чучупак Василь Степанович — військовий і громадський діяч часів УНР, Головний отаман Холодного Яру.
- Чучупак Петро Степанович — військовий і громадський діяч часів УНР, начальник штабу та отаман Холодного Яру.
- Швиденко Нестір Сергійович — козак 4-ї Київської дивізії Армії УНР, Герой Другого Зимового походу.
- Шевченко Федір Данилович — український хімік. Доктор хімічних наук. Професор.
- Шумська Людмила Юріївна — український хоровий диригент, педагог, науковець, громадський діяч, організатор (спільно з Л. В. Костенко) хору «Світич» при Ніжинському держуніверситеті. Заслужений діяч мистецтв України, доцент, лауреат Міжнародних конкурсів та фестивалів, Член Національної Всеукраїнської музичної спілки.
- Шуфрич Нестор Іванович — український політик, член Партії регіонів, кандидат економічних наук; , член фракції Партії регіонів у ВР України, член Комітету з питань бюджету. Власник ФК «Закарпаття» (Ужгород).
- Яковишин Леонід Григорович — кандидат економічних наук; Товариство «Земля і воля», директор.
- Яковченко Микола Федорович — український актор театру й кіно на характерних ролях. Народний артист УРСР.

## Черкаські старости
- Олександр Костянтинович Вишневецький (після 1603 — 1638/39) — королівський ротмістр[1]

.